# East West Line (MRT)
East West Line – druga linia Mass Rapid Transit (MRT) w Singapurze. Ma obecnie 57,2 km długości z 35 stacjami, w tym cztery nowe mają być zbudowane do 2016 roku. Jest to najdłuższa linia całego systemu. Przejazd całą linią trwa około 63 minut. Linia na mapach systemu oznaczona jest kolorem zielonym.
Jak sama nazwa wskazuje, linia łączy centrum Singapuru ze wschodnią i zachodnią częścią wyspy, z dodatkowym odgałęzieniem do lotniska Changi od Tanah Merah. Możliwość przesiadki z North South Line znajduje się w Jurong East, City Hall i Raffles Place, a poprzez łączniki z North East Line w Outram Park, na Circle Line w Paya Lebar i Buona Vista, a na Downtown Line w Bugis. Linia w przyszłości będzie również połączona z Downtown Line stacjami Tampines i Expo oraz z Thomson Line na stacji Outram Park.